# 애런 헤르난데즈
애런 조셉 허난데츠(Aaron Josef Hernandez 1989년 11월 6일~2017년 4월 19일)은 미식축구의 선수였다. 그는 오딘 로이드 살인 혐의로 체포되어 유죄 판결을 받을 때까지 롭 그론카우스키와 더불어 유명한 타이트 엔드여서 뉴잉글랜드 패트리어츠 에서 3시즌 동안 내셔널 풋볼 리그 (NFL)에서 뛰었다.
그는 당시 어반 마이어의 플로리다대 에서 칼리지 풋볼 경기를 했으며, 그곳에서 1군 올아메리칸 영예를 얻었고 2008년 BCS 내셔널 챔피언십 게임에서 우승했다. 그의 규모와 현장 외 사건(여러 차례각종 도핑에서의 대마초 검출 등...)에 대한 우려로 인해 그는 112명의 선수가 지명할 때까지 Patriots에 의해 2010 NFL Draft 4 라운드까지 선정되지 않았다. 팀 동료인 Rob Gronkowski와 함께 허난데츠는 리그에서 가장 지배적인 타이트 엔드 듀오 중 하나를 구성하였다. 그는 또한 Super Bowl XLVI 에도 출연했다. 이런 것들을 계약했던 사람들은 훗날 그가 기소 및 사망 후 "사기를 당한 기분이다..."라며 만만찮은 충격을 주었다.
2013년 오프시즌 동안 그는 오딘 로이드를 살해한 혐의로 체포되어 기소되었다. 체포된 후 그는 Patriots에 의해 즉시 석방되었다. 그는 2015년 1급 살인 혐의로 유죄 판결을 받고 사형 미시행 주인 메사추세츠의 수자-바라노프스키 교정센터에서 종신형을 받았다. 로이드 살해 혐의로 재판을받는 동안 그는 이중 살인 및 관련 경비 시스템 파손 혐의로 기소되었다. 그는 2017년 재판 끝에 무죄를 선고받았다.
이중 살인 혐의로 무죄 판결을 받은 지 고작 며칠 만에 에르난데스는 목을 매 숨진 채 발견됐고, 결국 자살로 판결되었다. Lloyd 살인에 대한 그의 유죄 판결은 허난데츠가 항소 중에 사망했기 때문에 해당 주의 abatement ab initio 원칙에 따라 처음에는 자동 무효화 및 취하되었지만 검찰과 로이드 유졷의 항소에 따라 2019년에 복원되었다. 에르난데스는 사후 만성 외상성 뇌병증 (CTE) 진단을 받았고, 거기서 발견된 막대한 타우 단백질 상태가 그의 행동에 어떤 영향을 미쳤는지에 대한 추측이 줄줄이 이어졌다.